# La víspera
La víspera és una pel·lícula mexicana que situa a l'enginyer Manuel Miranda a un dia de prendre el lloc de secretari d'Estat, fou dirigida per Alejandro Pelayo i es va estrenar el 1982.

## Sinopsi
La víspera gira entorn de l'enginyer Manuel Miranda i el procés per a la seva presa de possessió com a secretari d'Estat del nou president, que està a 24 hores d'assumir el càrrec.

## Repartiment
- Ernesto Gómez Cruz - Enginyer Manuel Miranda
- María Rojo - Margarita
- Alfredo Sevilla - Óscar Castelazo
- Ignacio Retes - Rubén Rocha
- Salvador Sánchez - Villegas
- Ana Ofelia Murguía - Irma

## Premis
Premi Ariel (1983)
| Categoria                   | Persona            | Resultat  |
| --------------------------- | ------------------ | --------- |
| Millor Actor                | Ernesto Gómez Cruz | Guanyador |
| Millor Actriu               | María Rojo         | Nominada  |
| Millor Coactuació Masculina | Alfredo Sevilla    | Guanyador |
| Millor Argument Original    | Alejandro Pelayo   | Guanyador |
| Millor Òpera Prima          | Alejandro Pelayo   | Guanyador |